# 스킨앤스킨
스킨앤스킨(영어: Skin N Skin Co. Ltd.)은 대한민국의 화장품 OEM/ODM 기업이다. 본사는 경기도 파주시 문산읍 돈유2로 14-1, 씨동에 위치해 있으며 대표이사는 변우근이다. 주요 고객사는 LG생활건강이다. 

## 재무
- 2023년 결손금 보전을 통한 재무구조 개선 목적으로 90% 비율의 감자를 단행하였다[1]
- 2025년 제3자배정 유상증자를 통해 운영자금 등 약 20억원을 조달하였다.[2]

## 역사
2015년 4월 CS엘쏠라에서 MBK로 2017년 1월 자회사 스킨앤스킨을 합병하면서 엠비케이에서 스킨앤스킨으로 2025년 3월 에코글로우로 변경하였다.

## 종속기업
- 라미화장품제조(주): 화장품 제조 및 판매업체

## 논란
2020년 회사 전 대표이사가 옵티머스자산운용 펀드 사기을 위해 회사 자금 150억 원을 마스크 유통사업 명목으로 사용할 것처럼 빼돌려 횡령하고 구매대금을 지급한 것처럼 허위 이체확인증을 꾸며 이사회에 제출하여 징역 5년을 선고받았다.

## 자회사
- 에어클린시스템즈

## 참고문헌
1. ↑  거래소 "스킨앤스킨, 오는 27일 주권매매거래 정지 해제", 이데일리, 2023년 12월 21일
2. ↑  “스킨앤스킨, ‘20억 규모’ 3자배정 유상증자 결정”. 《데일리안》. 2025년 2월 13일.
3. ↑  스킨앤스킨, 에코글로우로 사명변경…무인기ㆍ신재생 사업 추가 이투데이 2025-03-31
4. ↑  스킨앤스킨, 옵티머스 늪에서 여전히 허우적···100원 사수도 위태, 비즈팩트, 2023년 8월 21일